# Nagy guvatszalonka

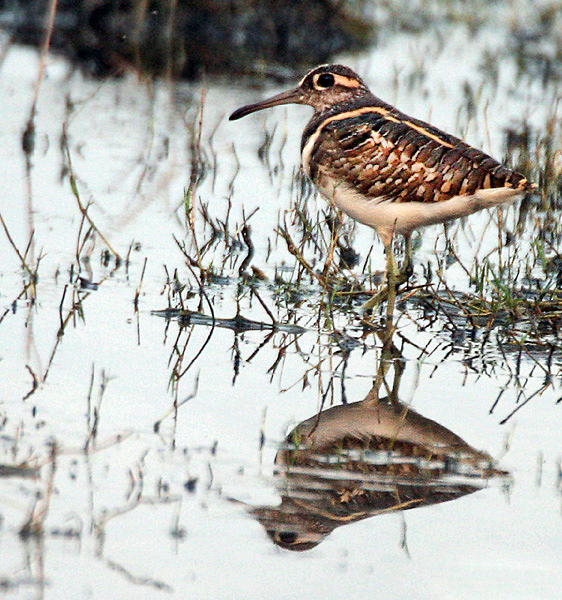

A nagy guvatszalonka (Rostratula benghalensis) a madarak osztályának lilealakúak (Charadriiformes) rendjébe, ezen belül a guvatszalonkafélék (Rostratulidae) családjába tartozó faj.

## Előfordulása
Afrika, Ázsia és  Ausztrália területen honos, szétszórt populációkban. A természetes élőhelye a sekély vízű mocsarak környéke.

## Alfajai
- Rostratula benghalensis australis
- Rostratula benghalensis benghalensis

## Megjelenése
Átlagos testhossza 25-28 centiméter, a tojó nagyobb, mint a hím. Hosszú csőre, lába és ujjai vannak. A tojó színei élénkebbek, mint a hímeké.
|  |

## Életmódja
Alkonyat után az iszapban keresgéli rovarokból, rákokból, férgekból és magvakból álló táplálékát.

## Szaporodása
A nemi szerepek felcserélődtek, a tojó hangokkal csábítja a hímeket, egy tojó több hímmel is párosodhat. A mocsárba, növényekre rakja a hím a fészket, a tojó a tojások lerakása után a hímre hagyja a kiköltés és a felnevelés feladatát.
|  |